# Taïssia Sergueïevna Osintseva
Taïssia Sergueïevna Osintseva (en russe : Таисия Сергеевна Осинцева), née le 9 octobre 1923 et morte le 17 novembre 2008, est une médecin neurologue et professeure russe. Elle a été nommée scientifique honoraire de Russie et professeure honoraire de l'Académie d'Ijevsk. 

## Jeunesse et formation
Osintseva naît le 9 octobre 1923 dans la ville d'Ijevsk, en Russie, dans une grande famille. 
Osintseva est diplômée de l'Institut médical d'État d'Ijevsk en 1946 et effectue son internat dans le département de neurologie. Elle défend sa thèse sur l'expertise neurologique militaire en 1958, puis en 1969, sa thèse de doctorat en sciences médicales sur les méningoencéphalites chroniques avec épilepsie.

## Carrière professionnelle
Après avoir obtenu son diplôme de résidence en neurologie, elle devient chef des services médicaux du département de neurologie tout en enseignant cette spécialité. Entre 1960 et 1990, elle dirige le département de neurologie de l'Institut médical d'État d'Ijevsk.  
Ses recherches scientifiques se concentrent les infections chroniques du système nerveux par maladie vectorielle (encéphalite à tiques et maladie de Lyme). Elle écrit près de 160 articles et un ouvrage sur le sujet : « Encéphalite à tiques : un guide clinique pour les médecins et les étudiants en médecine » (en collaboration avec l'académicien K.V. Bounine et le professeur AI Tchoukavina, 1976). 
Entre 1960 et 1990, elle est à la tête de la section oudmourte de la Société scientifique russe des neurologues et des psychiatres et neurologue générale du Ministère oudmourte de la Santé. 
Osintseva décède le 17 novembre 2008 à l'âge de 85 ans. Elle est enterrée au cimetière Khokhryaki (Ijevsk, Russie). 

## Prix et titres honorifiques
- Ordre de l'Insigne d'honneur
- Médaille de « Vétéran du travail »
- Médaille du jubilé « En commémoration du 100e anniversaire de la naissance de Vladimir Il'ich Lénine »
- Scientifique émérite de l'URSS (1986)
- Professeur émérite de l'Académie médicale d'État d'Izhevsk.

## Publications scientifiques
Extrait de ses publications disponibles sur PubMed : 
- (ru) Shinkareva LF, Osintseva TS et Chernenkova ML, « Prise en charge de la grossesse et du travail chez les femmes atteintes de syringomyélie », Akush Ginekol, Moscou, vol. 10,‎ octobre 1988, p. 65-8. [Article en russe].
- (ru) Leksin EN et Osintseva TS, « Résultats tardifs du traitement des séquelles de lésions cérébrales », Zdravookhr Ross Fed, vol. 12,‎ décembre 1976, p. 31-3. [Article en russe].
- (ru) Leksin EN et Osintseva TS, « La Valeur des tests du liquide céphalorachidien dans le diagnostic différentiel de l'épilepsie d'origine traumatique et infectieuse », Zh Nevropatol Psikhiatr Im SS Korsakova, vol. 70, no 8,‎ 1970, p. 1155-1159. [Article en russe].
- (ru) Osintseva TS, « Étude de l'encéphalite hémorragique », Sov Med, vol. 12,‎ décembre 1950, p. 23-4. [Article en russe].
- (ru) Osintseva TS, « Encéphalite hémorragique », Nevropatol Psikhiatriia, vol. 19, no 2,‎ mars-avril 1950, p. 13-5. [Article en russe].